# Fünffingerplätzchen
Het Fünffingerplätzchen was een klein pittoresk plein in de Altstadt van Frankfurt am Main, dat ontstaan is door het samenkomen van vijf steegjes. Het lag ten oosten van de Römerberg, ten zuiden van de Markt, ten westen van de Lange Schirn en ten noorden van de Bendergasse. Het plein was een toeristische trekpleister en werd verwoest tijdens de bombardementen op Frankfurt am Main op 22 maart 1944. Na de Tweede Wereldoorlog besloot de stad om het gebied niet herop te bouwen. In de Altstadt werd enkel de Römerberg gereconstrueerd. In de jaren zeventig werd het gebied weer bebouwd om al in de jaren tachtig plaats te ruimen voor de herbouwing van de oostkant van de Römerberg en de bouw van de Schirn Kunsthalle. 

## Geschiedenis
De Schwertfegergässchen, de Drachengässchen en de Goldhutgasse waren drie parallel lopende steegjes die op het pleintje uitkwamen samen met de Flößergasse en de Stinkgasse. De naam van het plein komt vanwege het feit dat het plein in vogelperspectief lijkt op vijf vingers aan een hand. Het pleintje bleef eeuwenlang onveranderd. Met de opkomst van het toerisme in de negentiende eeuw werd het plein populair voor het maken van foto's en het stond ook vaak op ansichtkaarten van de stad. Na de verwoesting bleef het gebied een tijdlang onbebouwd. Met de bouw van de Schirn Kunsthalle werd een reconstructie van het plein onmogelijk. Langs de Schirn werd in de jaren zeventig het Technische Rathaus gebouwd, een mastodont van een gebouw op de plaats van de oude Markt en Hühnermarkt. Dit gebouw werd afgebroken voor het Dom-Römer Projekt waarbij de Altstadt hersteld werd in de oude glorie voor de oorlog. Er werd echter besloten om de Schirn te laten staan zodat het Fünffingerplätzchen vooralsnog niet uit de as zal herrijzen zoals de omliggende straten. 

## Galerij

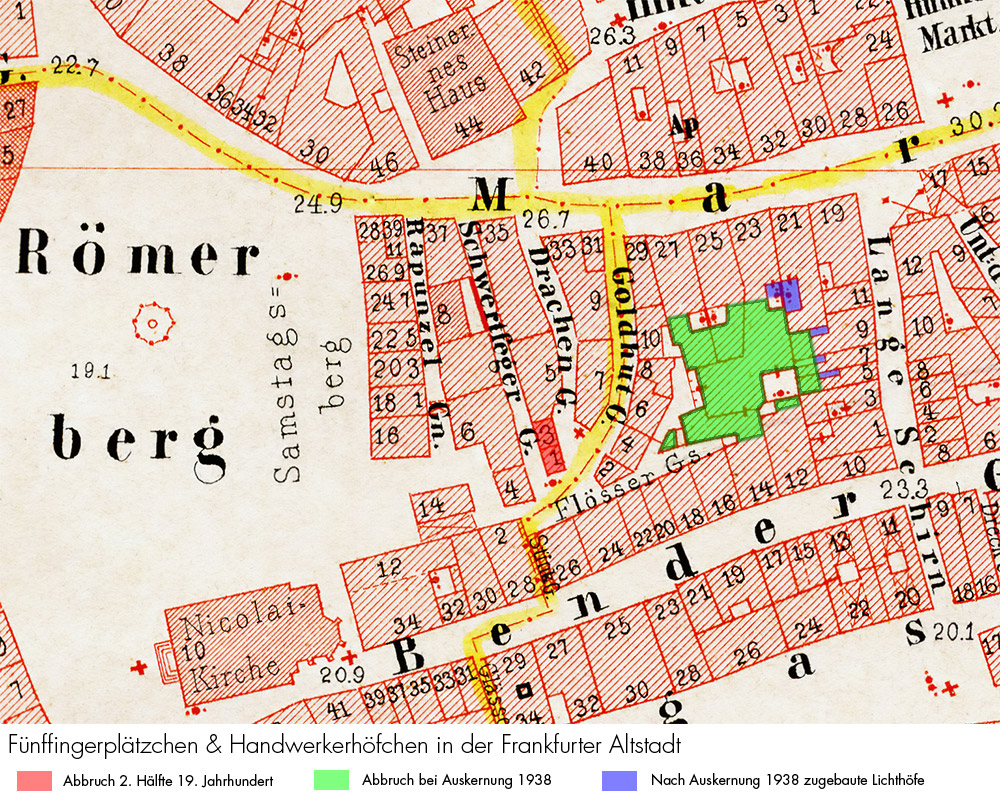
Fünffingerplätzchen in de Altstadt
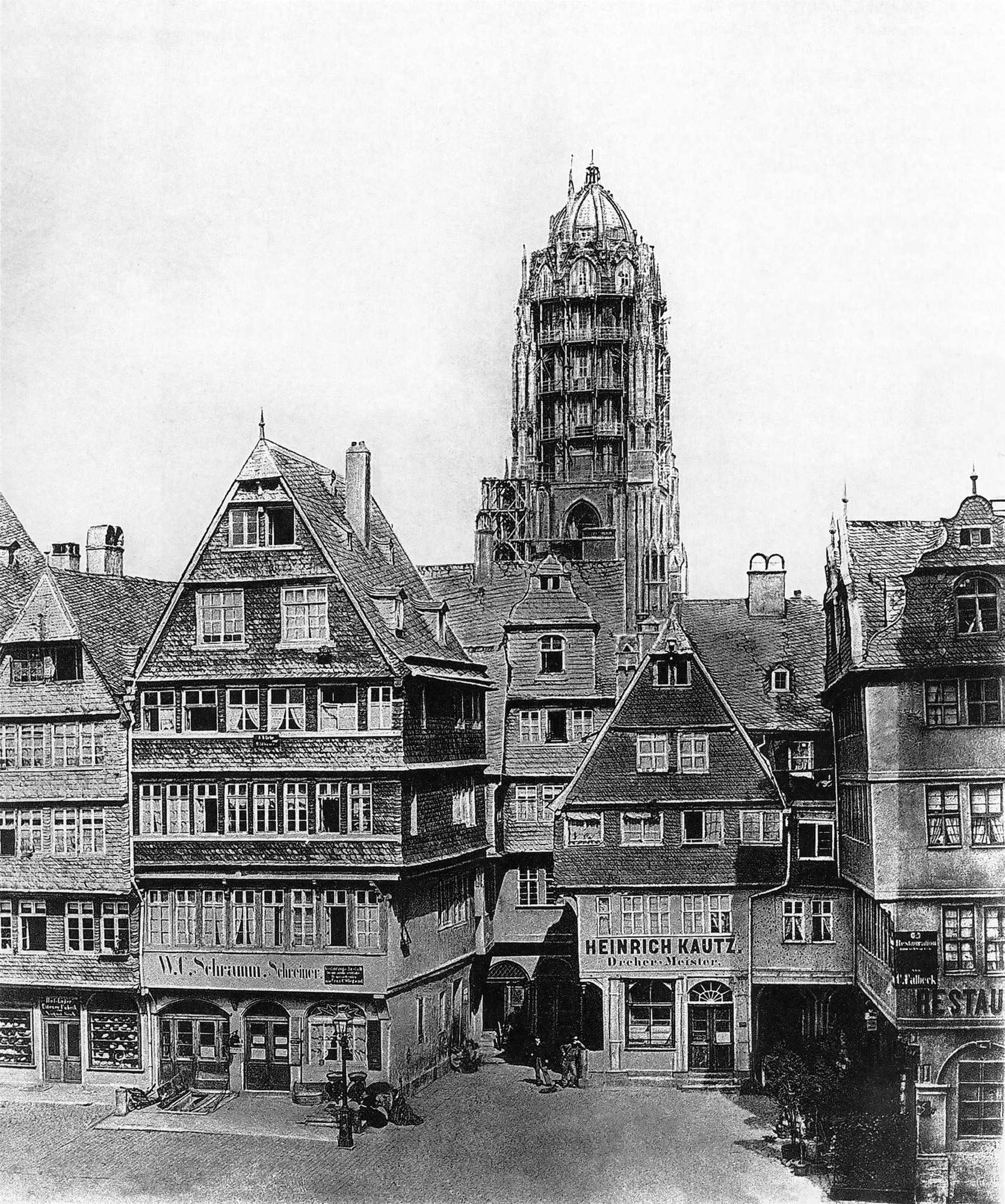
Haus zum Fleischer in 1869
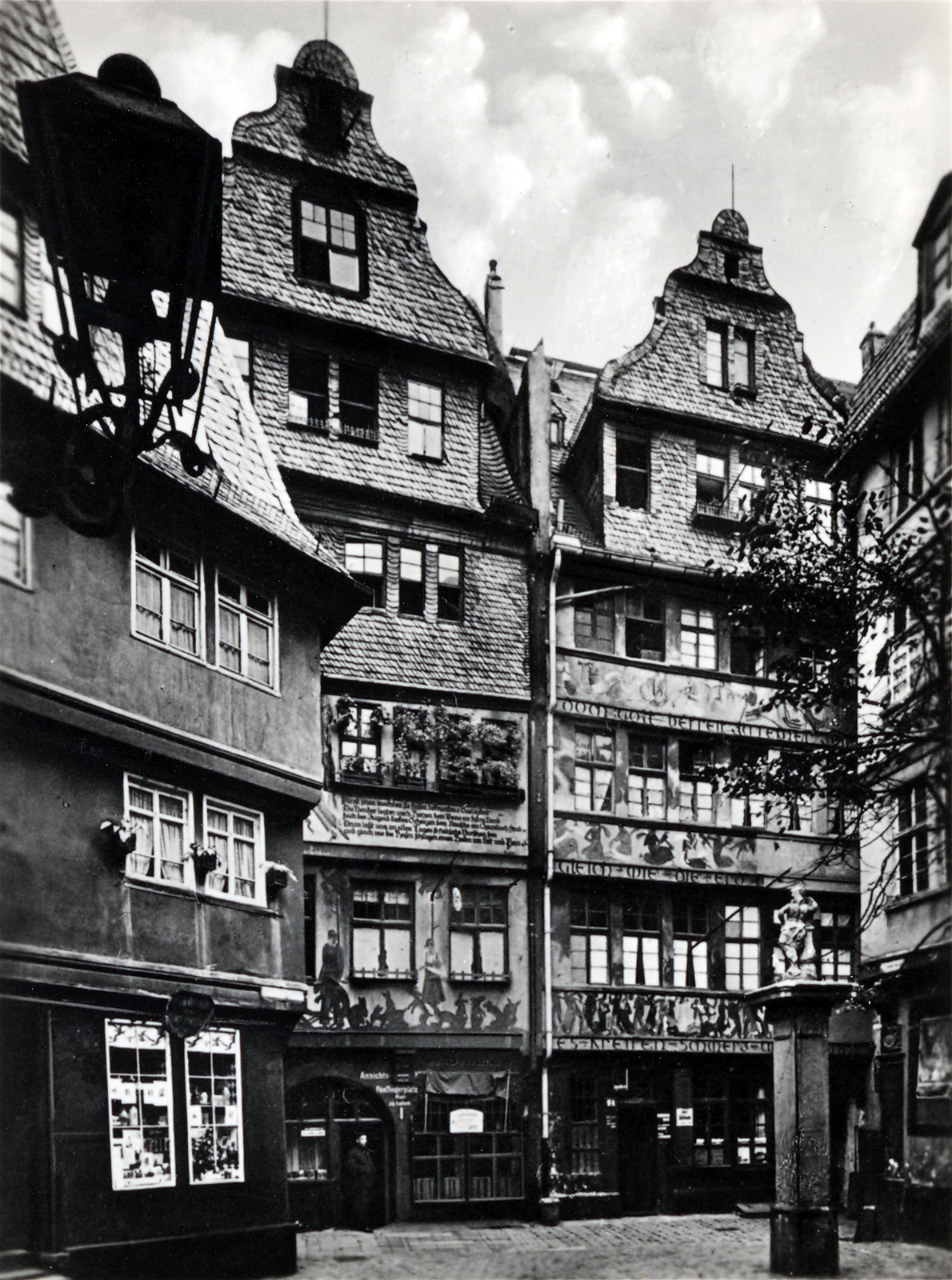
Pesthaus en Haus zum Hasen in 1900